# Evangelisch-Lutherisches Dekanat Feuchtwangen
Das Evangelisch-Lutherische Dekanat Feuchtwangen ist eines der 18 Dekanate des Kirchenkreises Ansbach-Würzburg. Amtierende Dekanin ist Uta Lehner. Seit 1. Januar 2025 leitet sie zugleich die Dekanatsbezirke Dinkelsbühl und Wassertrüdingen, bis sie nach der offiziellen Fusion der drei Gebiete dem neuen Evangelisch-Lutherischen Dekanatsbezirk an Sulzach und Wörnitz vorstehen wird. Die Neugründung wird voraussichtlich am 1. Januar 2026 rechtswirksam.

## Geschichte
Der Dekanatsbezirk Feuchtwangen gehörte während der Reformationszeit größtenteils zum Markgraftum Brandenburg-Ansbach. In Wieseth war Ansbach der Landesherr, das Patronat lag aber bei Freiherr von Seckendorff-Pfaff. 1538 wurde es ihm vom Bischof von Eichstätt entzogen. 1558 erhielt er es zurück. Wildenholz war damals im Besitz der Hohenlohe-Waldenburg-Schillingsfürst.
In den folgenden Jahren wurde in den Ortschaften die Reformation eingeführt: 1524 Feuchtwangen, 1528 Dentlein, Dorfgütingen, Mosbach mit Larrieden, Oberampfrach, Unterampfrach, 1530 das Kloster Sulz mit Dombühl, 1540 Breitenau, um 1545 Wildenholz, 1559 Wieseth.
1529 wurde in Feuchtwangen ein Superintendent eingesetzt. Am 26. Oktober 1556 wurden zehn markgräfliche Dekanate errichtet, darunter auch Feuchtwangen. Nach dem Übergang an Bayern wurde das markgräfliche Dekanat am 7. Dezember 1810 in ein bayerisches Dekanat umgewandelt. Dabei wurden einige Gemeinden an Nachbardekanate abgegeben; die meisten an das Dekanat Dinkelsbühl, einige, die mittlerweile zum Königreich Württemberg gehörten, an den Kirchenbezirk Crailsheim.

## Kirchengemeinden
Der Dekanatsbezirk Feuchtwangen umfasst 13 Kirchengemeinden in neun Pfarreien, in denen 15.450 Gemeindeglieder leben. Im Folgenden sind die Pfarreien, ihre Kirchengemeinden, sowie deren Kirchengebäude aufgeführt.
- Pfarrei Breitenau
  - Kirchengemeinde Breitenau, St. Stephan und Zumhaus, St. Kilian
  - Kirchengemeinde Dorfgütingen, St. Maria
- Pfarrei Dentlein am Forst
  - Kirchengemeinde Dentlein am Forst, St. Ursula
- Pfarrei Dombühl
  - Kirchengemeinde Dombühl, St. Veit
  - Kirchengemeinde Kloster Sulz, St. Maria
- Pfarrei Feuchtwangen
  - Kirchengemeinde Feuchtwangen, Stiftskirche, St. Johannis, St. Michael und Thürnhofen, Schlosskirche
- Pfarrei Mosbach
  - Kirchengemeinde Mosbach, St. Michael
  - Kirchengemeinde Larrieden, St. Michael
- Pfarrei Oberampfrach
  - Kirchengemeinde Oberampfrach, St. Georg
- Pfarrei Unterampfrach
  - Kirchengemeinde Unterampfrach, St. Sebastian und St. Veit
  - Kirchengemeinde Haundorf, St. Wolfgang
- Pfarrei Wieseth
  - Kirchengemeinde Wieseth, St. Wenzeslaus
- Pfarrei Wildenholz
  - Kirchengemeinde Wildenholz, St. Jakobus